# Sempre libera
Sempre libera – sopranowa aria z opery La Traviata Giuseppe Verdiego.
Aria ta to jeden z kulminacyjnych momentów opery La Traviata. Violetta, samotna po hucznym balu, rozmyśla nad miłosnym wyznaniem Alfreda. Jest rozdarta pomiędzy budzącą się prawdziwą miłością i urokami życia niczym nieskrępowanej kobiety lekkich obyczajów. Kiedy zdaje się jej, że już podjęła decyzję, zaczyna śpiewać: Sempre libera degg'io / Folleggiar di gioia in gioia ("Zawsze wolna być muszę / Z rozkoszy w rozkosz rzucać się"). W duszy słyszy wyznanie Alfreda z arii Un di felice. Zmienia wtedy zdanie i decyduje się na związek z ukochanym. 
Arię Sempre libera charakteryzuje muzyczna lekkość i niezwykła melodyjność. 